# Kurnell
Kurnell est un faubourg à 22 kilomètres au sud du centre ville de Sydney dans le comté de Sutherland, en Nouvelle-Galles du Sud en Australie. Elle compte 2 110 habitants en 2006.
Le village est situé à la pointe sud de la baie Botany, en face du village de La Perouse situé à l'extrémité nord de la baie.
Kurnell est considéré comme l'endroit où le capitaine James Cook débarqua le 29 avril 1770, lorsqu'il fit le tour de l'Australie avec son bateau, l'Endeavour. L'endroit est situé plus précisément à « Sutherland Point », à l'extrémité est de la plage de Kurnell dans la baie Botany.
Sutherland Point doit son nom à un matelot de James Cook, l'Écossais Forby Sutherland, qui mourut de tuberculose pendant les huit jours où le bateau fut à l'ancre et qui fut enterré sur la plage.